# 朱英炊
朱英炊（？—1573年9月10日），明朝通山端穆王朱显楀的庶长子，后袭封。
嘉靖九年（1530年）以镇国将军改封长子。十八年（1539年），朱显楀薨。二十一年（1542年）十二月，明世宗遣武進伯朱海等為正使、翰林院編修郭朴等為副使，持節冊封朱英炊袭封通山王。二十二年（1543年）受封。
嘉靖二十三年（1544年）五月，楚世子朱英燿弑父楚愍王朱显榕，事泄后劫持并贿赂楚藩诸王为自己辩解。只有朱英炊不从，秘密奏朱英燿弒逆之狀及胁迫辩护等事。世宗詔司禮監太監溫祥、駙馬都尉鄔景和、刑部左侍郎喻茂堅、錦衣衛都指揮使袁天章會同鎮巡等官前去调查，楚愍王的弟弟武岡王朱显槐得知温祥等人来调查，逃出楚王府，揭发朱英燿大逆不道，如朱英炊所言。于是温祥等奉勑削奪朱英燿位號，将其逮捕，并讯问其他涉案者，得到伏罪供词。次年（1545年）九月，朱英燿伏诛，世宗因朱英炊被朱英燿威胁时守正不阿，賜勑獎諭，賜慰銀五十兩、綵叚四表裏，并告谕楚藩各王府。
万历元年（1573年）八月薨，朝廷得知后辍朝一日，賜祭一壇，谥庄懿。嫡长子朱华埌先卒，万历九年（1581年），朱华埌庶长子朱蕴铉袭封。
据《弇山堂别集》卷034，朱英炊七十余岁时仍在世。